# 서귀포시 중앙도서관
서귀포시 중앙도서관은 대한민국 제주특별자치도의 공공도서관이다.

## 연혁
1994년에 시립도서관이라는 이름으로 서귀포시가 개관하였다. 1996년에 기존의 도서관 시설인 문예회관(지금의 삼매봉도서관)과 함께 종합문예진흥사업소의 소속이 되었다가 2004년에 도서관운영사업소가 신설되면서 삼매봉도서관·동부도서관·서귀포 기적의 도서관과 함께 도서관운영사업소 소속이 되었다. 시립도서관이라는 명칭을 독점하여 서귀포시 지역의 도서관은 하나뿐이라는 인식을 줄 수 있다는 이유로 같은 해 이름을 지금의 중앙도서관으로 개칭하였다.
2006년에 행정구조 개편이 이루어지면서 제주시와 서귀포시가 운영하던 모든 도서관의 관리 주체가 제주특별자치도로 이관되고, 운영 주체도 제주특별자치도 사업운영본부 문화체육사업부가 되었다. 그러나 제주특별자치도의회가 사업운영본부를 6개월만에 폐지하고 기존 문화체육사업부의 업무는 관할 행정시장이 맡도록 조례를 개정하면서, 문화체육사업부의 여러 도서관운영사업소에서 나누어 운영하던 서귀포시 소재 도서관은 모두 서귀포도서관운영사업소 소속이 되어 2007년에 서귀포시로 이관되었다. 이후 서귀포시는 서귀포도서관운영사업소를 폐지하고, 주민생활지원국 문화예술과에 이들 도서관을 소속시켰다가 2008년 다시 서귀포시 도서관운영사업소를 신설하여 현재 중앙도서관은 이곳에서 운영하고 있다.

## 시립도서관 명칭 구분
1981년 서귀포학생문화원도서관의 전신인 남제주군립도서관이 서귀포시립도서관이란 명칭으로 변경한 후, 1991년에 서귀포도서관으로 이름을 다시 바꿀 때까지 이 명칭을 사용하였다. 그 후 서귀포시가 1994년에 지금의 중앙도서관을 건립하면서 2004년까지 서귀포시립도서관이란 명칭을 다시 사용하였다. 그러나 이들 도서관은 별개의 기관이다.

## 현황

### 소장 자료
2013년 12월 현재 도서는 총 82,576책, 비도서 자료는 5,145점을 소장하고 있다.

### 시설
도서관 건물은 지하 1층, 지상 4층 규모로 제주특별자치도 서귀포시 김정문화로 32(강정동)에 위치하고 있다. 구체적인 자료실 및 편의시설 배치는 다음과 같다.
- 1층 : 시청각실, 다목적실, 전시실, 아동열람실
- 2층 : 일반자료실, 관광자료실, 참고·향토자료실, IT 플라자
- 3층·4층 : 성인열람실, 학생열람실, 소열람실

## 이용

### 이용 시간
- 열람실 : 08:00 ~ 24:00
- 자료실, 정보이용실 : 09:00 ~ 22:00 (단, 잘공휴의,겨우말 ~ 18:00) 9:00
- 휴일 : 매주 금요일, 1월 1일, 설· 추석 연휴, 12월 31일

### 회원 자격
- 제주특별자치도에 주민등록이 되어 있는 도민
- 제주특별자치도 소재 직장인 및 학생
- 제주특별자치도 거주 외국인

### 자료 대출 규정
- 대출자격 : 회원증을 소지한 본인에 한해 도서 대출
- 대출권수 : 1인 5책
- 대출기한 : 15일(연장불가)